# ザクスピード・861
ザクスピード・861 (Zakspeed 861) は、ザクスピードが1986年のF1世界選手権に投入したフォーミュラ1カー。デザイナーはポール・ブラウン。ドライバーはジョナサン・パーマーとヒューブ・ロテンガッターが起用された。チームはドイツのたばこ会社、ウエストから支援を受けたものの、資金の関係上テストドライバーを雇うことは無かった。資金不足はまたエンジンの開発にも影響した。自社製エンジンの1500/4は直列4気筒のターボエンジンで、850 bhp (634 kW; 862 PS)を発揮したが、これはグリッド上位のエンジン（ホンダ、ルノー、BMW、TAG-ポルシェ、フェラーリ）に比べてパワー不足であった。タイヤはグッドイヤーを装着した。最高成績は7位。

## コンセプト
ザクスピード・861は前年のザクスピード・841の発展型であった。改良点は主に重量の軽減と複雑な設計を単純化することにあった。弱小チームのザクスピードにとって2年目のシーズンであったが、前年に引き続いてエンジンとシャシーを共に開発した。エンジン、シャシー共に開発を行っていたのはフェラーリ、ルノーとザクスピードのみであった。

## シャシーおよびサスペンション
シャシーはカーボンファイバーとケブラーのハニカムコンポジット複合構造モノコックを有し、燃料タンクは1986年の規定に従って195リッターまで小型化された。また、リアウィングも気流を整えるため小型化された。車重軽減の努力にもかかわらず、575kgに及んだ車重はまだ重すぎた。カラーリングは赤と白のウエストカラーで、スポンサーロゴが書き込まれた。
サスペンションはダブルウィッシュボーン式で、プルロッドによってスプリングとダンパーが動作した。ブレーキはシーズン当初は従来の鋳鉄製であったが、モナコから実験的にカーボンブレーキを使用し、ドイツから本格的に採用した。タイヤは前年に引き続いてグッドイヤーを使用した。
841に比べると大幅な改良が施されたが、そのコンセプトは時代遅れであった。テクニカル・ディレクターのヘルムート・バースは「それは大きすぎて、空気抵抗も多かった」と語った。

## エンジンおよびトランスミッション
ザクスピードが自社開発したエンジンは1.5リッター並列4気筒ターボエンジンで、ハートエンジンやBMWエンジンと同じレイアウトであった。1986年の時点でベネトンが使用するBMWエンジンのみが競争力を有していた。（ハートエンジンは1986年サンマリノグランプリを最後に姿を消した。）両エンジン同様にザクスピードエンジンもスペースフレームのクレードルに取り付けられた。シーズンはホンダとTAG-ポルシェのV6エンジンに支配された。1985年シーズン中にチームは自らの電子燃料噴射システムの開発を行い、開発中は機械式の噴射システムを使用した。1986年シーズンにチームはボッシュと低圧電子式燃料噴射システムの使用に合意した。これは元々アルファロメオの直列4気筒ターボエンジンに使用された物であった。このシステムによりスロットル反応が改善され、ドライバビリティと燃料消費量が向上した。レースでは3.6バールの過給圧で850 bhp (634 kW; 862 PS)を発揮した。予選では過給圧は4.5バールまで上げられ、およそ1,000 bhp (746 kW; 1,014 PS)を発揮した。これらの数値はこの年のタイトルを獲得したマクラーレン・TAG-ポルシェと比較すると、レースにおいて3.3バールの過給圧で850 bhp (634 kW; 862 PS)を発揮したTAG-ポルシェエンジンに匹敵した。1986年シーズンで最もパワフルだったエンジンは、予選でのBMWエンジンで、1,400 bhp (1,044 kW; 1,419 PS)を発揮したとされる。
トランスミッションは841で使用された物が引き継がれ、マグネシウム合金のケースにヒューランド製のミッションを改良した物が納められた。

## レース戦績
1985年はヨーロッパで開催されたレースにのみ1台体制で参戦していたが、1986年は2台体制に拡大された。開幕戦のブラジルと第2戦のスペインはジョナサン・パーマーの1台体制であったが、第3戦サンマリノからはヒューブ・ロテンガッターも起用された。ロテンガッターは自らの資金をチームにもたらした。861は両名合わせて完走が10回であった。最高位はデトロイトグランプリでのパーマーと、オーストリアグランプリでロテンガッターが記録した8位であった。861は1987年シーズンも開幕戦と第2戦で使用された。その後はデトロイトグランプリでマーティン・ブランドルが871をプラクティスでクラッシュさせた後、861をスペアカーとして使用した。決勝ではターボトラブルでリタイアしている。

## F1における全成績
(key) （太字はポールポジション）
| 年     | チーム                            | エンジン                  | タイヤ | No. | ドライバー     | 1   | 2   | 3   | 4   | 5   | 6   | 7   | 8   | 9   | 10  | 11  | 12  | 13  | 14  | 15  | 16  | ポイント | 順位 |
| ------ | --------------------------------- | ------------------------- | ------ | --- | -------------- | --- | --- | --- | --- | --- | --- | --- | --- | --- | --- | --- | --- | --- | --- | --- | --- | -------- | ---- |
| 1986年 | ウエスト ザクスピード・レーシング | ザクスピード 1500/4 S4 tc | G      |     |                | BRA | ESP | SMR | MON | BEL | CAN | DET | FRA | GBR | GER | HUN | AUT | ITA | POR | MEX | AUS | 0        | NC   |
| 1986年 | ウエスト ザクスピード・レーシング | ザクスピード 1500/4 S4 tc | G      | 14  | パーマー       | Ret | Ret | Ret | 12  | 13  | Ret | 8   | Ret | 9   | Ret | 10  | Ret | Ret | 12  | 10  | 9   | 0        | NC   |
| 1986年 | ウエスト ザクスピード・レーシング | ザクスピード 1500/4 S4 tc | G      | 29  | ロテンガッター |     |     | Ret | DNQ | Ret | 12  | Ret | Ret | Ret | Ret | Ret | 8   | Ret | Ret | DNS | Ret | 0        | NC   |
| 1987年 | ウエスト ザクスピード・レーシング | ザクスピード 1500/4 S4 tc | G      |     |                | BRA | SMR | BEL | MON | DET | FRA | GBR | GER | HUN | AUT | ITA | POR | ESP | MEX | JPN | AUS | 2*       | 10位 |
| 1987年 | ウエスト ザクスピード・レーシング | ザクスピード 1500/4 S4 tc | G      | 9   | ブランドル     | Ret |     |     |     |     |     |     |     |     |     |     |     |     |     |     |     | 2*       | 10位 |
| 1987年 | ウエスト ザクスピード・レーシング | ザクスピード 1500/4 S4 tc | G      | 10  | ダナー         | 9   | 7   |     |     |     |     |     |     |     |     |     |     |     |     |     |     | 2*       | 10位 |

* 1987年のポイントはザクスピード・871による。

## 注
1. ↑  “STATS F1 - Zakspeed 861”.   Statsf1.com. 2010年8月23日閲覧。
2. ↑  “Zakspeed F1 Engines at”.   Gurneyflap.com. 2012年1月7日閲覧。
3. 1 2  Bamsey (1988) p.166
4. 1 2 3  Bamsey (1988) p.165

## 参照
- Bamsey, Ian; Benzing, Enrico; Staniforth, Allan; Lawrence, Mike (1988). The 1000 BHP Grand Prix cars. G T Foulis & Co Ltd. ISBN 0-85429-617-4
- Hamilton, Maurice (ed.) (1986). AUTOCOURSE 1986-87. Hazleton Publishing. ISBN 0-905138-44-9
- Hodges, David (1998). A-Z of Formula Racing Cars 1945-1990. Bay View books. ISBN 1-901432-17-3